# Chrysobothris barri
Chrysobothris barri es una especie de escarabajo del género Chrysobothris, familia Buprestidae. Fue descrita científicamente por Wescott en 1971.